# Пауатан Појнт (Охајо)
Пауатан Појнт (енгл. Powhatan Point) град је у америчкој савезној држави Охајо.

## Демографија
По попису из 2010. године број становника је 1.592, што је 152 (-8,7%) становника мање него 2000. године.
| Група             | 2000.         | 2010.         |
| Белци             | 1.708 (97,9%) | 1.567 (98,4%) |
| Афроамериканци    | 10 (0,6%)     | 6 (0,4%)      |
| Азијати           | 0 (0,0%)      | 1 (0,1%)      |
| Хиспаноамериканци | 4 (0,2%)      | 4 (0,3%)      |
| Укупно            | 1.744         | 1.592         |